# Antonio María Fabié Escudero
Antonio María Fabié Escudero   (Sevilla, 19 de juny de 1832 - Madrid, 3 de desembre de 1899) va ser un polític, escriptor, filòsof, historiador i bibliòfil espanyol destacat per la seva filosofia hegeliana, a la que es va aficionar a mitjan segle xix mentre era estudiant de la Universitat de Sevilla. Va estudiar Farmàcia, Ciències Exactes i Dret.

## Joventut
Era fill del farmacèutic sevillà, Antonio María Fabié y Gálvez (Ayamonte, 1797 - Sevilla, 1871), president del Col·legi de Farmacèutics de Sevilla, Inspector de Farmàcia de la Duana Nacional, Acadèmic de nombre de l'Acadèmia de Bones Lletres de Sevilla, Vocal de la Junta Municipal de Sanitat i Subdelegat de Farmàcia del primer districte de la capital, a més d'Alcalde 5è Constitucional de Sevilla en diversos períodes; i de María Amparo Escudero de Vega (Sevilla, 1805 - Sevilla 1836).
Va estudiar l'ensenyament primari en el Col·legi Hispalense, que dirigia el literat Alberto Lista. A principis d'octubre de 1846 va anar a Madrid a estudiar la carrera de Farmàcia. Allí va viure sota el mateix sostre que Antonio Delgado, autor de "Las monedas autónomas de España", que fou el seu apoderat fins que va acabar la carrera de Farmàcia i la de Ciències Físic Naturals en 1851. Durant aquest període arrossegat per les seves aficions literàries, va establir estreta amistat amb diversos notables de l'època, més grans que ell, com van ser García Gutiérrez, Cayetano Rosell, Miguel dels Santos Álvarez o Miguel Agustín Príncipe, entre d'altres. Va rebre diversos esments honorífics i premis extraordinaris dels seus catedràtics, principalment de Miguel Colmeiro y Penido i Mariano de la Paz Graells.
Pel seu caràcter i aficions no s'acostumava a treballar en la Farmàcia del seu pare, la més acreditada aleshores a Sevilla, per la qual cosa va demanar permís a aquest per estudiar la carrera de lleis. Com el seu pare no l'hi va permetre es va pagar totes les despeses dels estudis amb l'import dels interessos de la legítima de la seva mare. Va obtenir grans èxits en els seus estudis i en rebre el títol de Llicenciat en 1856 ja posseïa una reputació considerable. Els doctors Álava, Beas y Dutari i Bedmar van fer grans elogis de l'estudiant i, anteriorment, el professor de Lògica i Ètica, Nicolás María Rivero, li va pronosticar un avenir molt brillant.

## Madrid
Va tornar a Madrid, contra la voluntat del seu pare, en 1857, on va començar a treballar en diversos periòdics. Va escriure els seus primers articles en El León Español. En La Patria va escriure una sèrie d'articles sobre la llei Moyano d'Instrucció pública que van cridar molt l'atenció. Va ser llavors quan va establir estreta amistat amb Cánovas del Castillo, que va durar tota la vida.
Es va casar a Sevilla, el 30 de desembre de 1860, amb María Teresa Gutiérrez de la Rasilla y Castañeda, amb qui va tenir cinc fills (María Patrocinio, Antonia, Antonio María, Francisco de Asís i María del Rosario). Va tornar immediatament a Madrid on es va establir de forma definitiva.
Va ser soci fundador de l'Ateneo de Madrid on va sostenir polèmiques sobre assumptes filosòfics amb José Moreno Nieto i literàries amb Manuel de la Revilla, Roberto Robet, Tomás Rodríguez Rubí i altres. En les Corts de 1863 va ser elegit diputat per Asp (Alacant), pronunciant diversos discursos, entre ells un sobre el règim de les possessions espanyoles d'Ultramar.
En fundar José de Salamanca y Mayol el periòdic El Contemporáneo, José Luis Albareda y Sezde va ser designat director, Fabié redactor cap i redactors Ramón Rodríguez Correa, Juan Valera y Alcalá Galiano i Eulogio Florentino Sanz. Fabié hi va portar Gustavo Adolfo Becquer, el seu íntim amic de la infància, i li va fer escriure les primeres quartilles en prosa contra la seva voluntat. Ayala, Bécquer i Fabié van viure junts, al carrer del Prado, alguns mesos, l'any 1864, durant l'absència de la seva esposa, que va estar a Sevilla amb motiu d'una malaltia de la seva mare. Des de principis d'abril de 1863 va començar a escriure al Diari de Barcelona les seves famoses correspondències d'A.
En 1865 Fabié va ser escollit novament diputat per Alcoi, exercint durant alguns mesos el càrrec de fiscal del Deute públic. El 6 de maig de 1865 va defensar a les Corts la seva postura antiesclavista en un discurs en el qual va secundar una moció contra la tracta. En 1867 va tornar a ser diputat per Jerez de los Caballeros i oficial major del ministeri d'Ultramar. Va signar el manifest dirigit a la reina Isabel II a l'abril de 1868, demanant-li que obrís les Corts, i en arribar la revolució de 1868 va condemnar gran part de la seva política.
En 1871 va ser elegit diputat per Jerez de los Caballeros sense saber-ho, a causa d'una estratagema del seu amic Peche. Llavors va formar part del grup anomenat del canapè, capitanejat per Cánovas del Castillo. Des de principis de gener de 1872 es va dedicar de ple als treballs preparatoris de la restauració. El van nomenar secretari general del comitè alfonsí, fent tot el possible per apartar Antonio Benavides y Fernández de Navarrete de la representació de la dinastia destronada, i va influir molt en la designació de Cánovas del Castillo com el seu substitut.

## Restauració borbònica
Va insistir persistentment per aconseguir l'associació de l'antiga Unió Liberal a la causa de la restauració, aconseguint que els ex-ministres Pedro Salaverría i Constantino de Ardanaz y Undabarrena s'entenguessin amb Cánovas. Durant l'estiu i tardor de 1872 Fabié va realitzar diversos viatges per Catalunya i l'estranger, tots relacionats amb la campanya restauradora. A la fi de 1872 va escriure l'esborrany del primer manifest del rei Alfonsio XII als espanyols, que va aparèixer en les columnes del Diario Español per haver-lo perdut Salaverría pel carrer.
En la primavera de 1873 Fabié va demanar al general Blas Villate una conferència amb Cánovas relativa als treballs militars en pro d'Alfons XII. Cánovas va defugir la reunió durant més d'un mes, però finalment va haver de cedir i es va entrevistar amb el general, qui li va mostrar els poders de vint-i-quatre companys d'armes. En estar absent Villate de Madrid, els generals van nomenar com a representant seu al capità d'artilleria Federico Sánchez Bedoya, i Cánovas va designar Francisco Romero Robledo i Fabié perquè hi negociessin. La negociació va fracassar a causa de l'oposició de Cánovas del Castillo al propòsit de proclamar al rei revoltant la guarnició de Madrid i les forces que estaven al Nord i Catalunya combatent als carlistes. El dia 6 de gener de 1874, Sánchez Bedoya va anunciar Fabié que els generals quedaven deslligats de tot compromís i que procedirien a restaurar la monarquia borbònica pel seu compte i risc. El 13 de febrer de 1874 va ser anomenat acadèmic (medalla número 20) de la Reial Acadèmia de la Història. Va prendre possessió el 4 d'abril de 1875.
Consumada la restauració, Fabié va ocupar la subsecretaria del ministeri d'Hisenda. Va pertànyer al partit Moderat i va ser elegit diputat per Casas-Ibáñez (Albacete), en les Corts Constituents. President de la Comissió General de Pressupostos, va fer amb Salaverría l'arranjament del Deute Públic i la Llei de Pressupostos de 1876.
El gener de 1877 va rebre el nomenament de Conseller d'Estat. En les Corts de 1879 va ser elegit diputat per Sevilla (capital), va tornar a ser-ho també en les de 1881, ocupant el càrrec de president de la secció del Contenciós del Consell d'Estat. En les Corts de 1883 va ser senador per la província d'Àvila i va ser nomenat Fiscal del Tribunal Suprem de Justícia, càrrec del qual no va arribar a prendre possessió. En 1886 va resultar escollit senador per la de Castelló. Va ser President dels Congressos Internacionals Americanistes celebrats a Copenhaguen (1883) i Torí (1886).
En 18 d'abril de 1890, la Reial Acadèmia Espanyola el va nomenar acadèmic de número, per unanimitat. Va ocupar, en constituir-se el 4 de juliol d'aquest any el ministeri de Cánovas del Castillo, la cartera d'Ultramar (Reial decret de 5 de juliol de 1890), càrrec que va abandonar un any després, rebent el nomenament de president del Consell de les Filipines i possessions del Golf de Guinea (Reial decret de 27 de novembre de 1891) i ajudant Francisco Silvela en la reorganització del Partit Liberal Conservador. El 23 de febrer de 1891 va ser nomenat senador vitalici. El 24 de maig de 1891 va prendre possessió de la cadira R de la Reial Acadèmia de la Llengua, amb el discurs Las obras literarias de Rodríguez Rubí, contestat per José de Castro y Serrano. Després va ocupar la presidència del Tribunal Contenciós Administratiu. El 20 de març de 1894 va dimitir del seu càrrec de president del Consell de les Filipines i possessions del Golf de Guinea. En 1886, 1887 i 1888 va fer llargs viatges per Àustria, Alemanya, Itàlia, Suècia i Noruega, Rússia, França, Suïssa i els Països Baixos. Va ser nomenat en 1889 president de la Societat Reial d'Antiquaris del Nord i membre de la Societat Geogràfica de Berlín.
En 1895 fou nomenat president del Consell d'Estat. Va exercir aquest càrrec fins al 15 de setembre de 1897. Alguns dies abans que Cánovas del Castillo marxés cap a Santa Águeda (el 27 de juliol de 1897) va indicar Fabié, mentre passejaven reunits al Retiro, com solien fer-ho, que es preparés per ocupar a l'octubre el ministeri de Foment. Durant el període d'oposició de 1898 va portar la direcció de la minoria conservadora del Senat, per encàrrec de Silvela, preparant amb el duc de Tetuán, la caiguda del gabinet Sagasta en la votació del tractat de París.
En 1899 va ser nomenat president del Consell d'Instrucció Pública, en substitució d'Eugenio Montero Ríos, càrrec del qual va dimitir per incompatibilitat de criteri amb el ministre de Foment marquès de Pidal, en matèria d'ensenyament. Al setembre va ser nomenat president honorari de la Federació Gimnàstica Espanyola. A començaments d'octubre del mateix any fou nomenat governador del Banc d'Espanya, càrrec en què el va sorprendre la mort el 3 de desembre de 1899 per un accident vascular cerebral.

## Obres
- Fabié y Escudero, Antonio María. Biografía del Sr. D. Antonio María Fabié y Gálvez.  Imp. Calle de las Sierpes, núm. 3, antiguos y 73, modernos, Sevilla, 1871.
- Traducción de La lógica de Hegel, 1872
- Fabié y Escudero, Antonio María. Examen del Materialismo Moderno.  La Biblioteca de Instrucción y Recreo, 1875.
- Fabié y Escudero, Antonio María. Vida y escritos de Fr. Bartolomé de las Casas. Obispo de Chiapas.  Madrid: Miguel Ginesta, 1879.
- Fabié y Escudero, Antonio María. Notas y apuntes de un viaje por el Pirineo y por La Turena hecho en el verano de 1878.  Madrid: Establecimiento tipográfico de M.P. Montoya y Cº, 1879.
- Fabié y Escudero, Antonio María. El Principado de Asturias. Rápido examen del estudio histórico-legal.  Madrid: Est. tip. de la integridad de la patria a cargo de Eduardo Viota, 1880.
- Fabié y Escudero, Antonio María «Rodrigo de Villandrando Conde de Ribadeo». Discurso leído en la Junta pública de aniversario de la Real Academia de la Historia. Imprenta y fundición de M. Tello [Madrid], 1882. Arxivat de l'original el 2015-09-23 [Consulta: 23 agost 2015].
- Fabié y Escudero, Antonio María. Disertaciones jurídicas sobre el desarrollo histórico del derecho, sobre las bases del Código civil y sobre la organización de los tribunales.  La Revista de Legislación, 1885.
- Recuerdos de Sevilla
- Fabié y Escudero, Antonio María. Estudio filológico.  Madrid: Imprenta de Fortanet, 1885.
- Fabié y Escudero, Antonio María. Vida y escritos de Francisco López de Villalobos.  Madrid: Imprenta de Miguel Ginesta, 1886.
- Fabié y Escudero, Antonio María (1888). Estudio crítico sobre la obra de D. Manuel Rodríguez de Berlanga, Madrid.
- Fabié y Escudero, Antonio María (1889). Comentarios a la Ley para ejercicio de la Jurisdicción Contenciosa, Madrid.
- Fabié y Escudero, Antonio María. Biografía del Excmo. Sr. D. Pedro Salaverría.  Madrid: Imp. de Fortanet, 1892 [Consulta: 23 agost 2015].
- [edición de] Los cuatro libros del cortesano, compuestos en italiano por el Conde Baltasar Castellón, y agora nuevamente traduzidos en lengua castellana por Boscán, edición dirigida por Antonio María Fabié, Librería de Alfonso Durán, Madrid 1873
- Estudio sobre El maestro Antonio de Nebrija y su obra
- Historia de la Legislación de Indias (tres tomos)
- Fabié y Escudero, Antonio María. Mi gestión ministerial respecto a la isla de Cuba.  Impr. del Asilo de Huérfanos del Sagrado Corazón de Jesús, 1898.
- Problemas de enseñanza
- La verdad del presupuesto
- Discursos parlamentarios
- Fabié y Escudero, Antonio María. El Principado de Asturias: estudio histórico-legal.  Madrid: Establecimiento tipográfico de M. P. Montoya y Compañía, 1880 [Consulta: 23 agost 2015].
- Estudios Filológicos (Garcés, elegancia y vigor de la lengua castellana.)
- Algunos sucesos de la vida de Colón anteriores a su primer viaje a las Indias. Ensayo crítico, Madrid, Est. Tip. Fortanet. 1893.
- Ensayo histórico de la Legislación española en sus Estados de Ultramar, Madrid, Est. Tip. Sucesores de Rivadeneyra, 1896.
- Fabié y Escudero, Antonio María. Estudio sobre la organización y costumbres del país vascongado con ocasión del examen de las obras de los Sres. Echegaray, Labairu, etc..  Madrid: Est, Tip. de Fortanet, 1896 [Consulta: 23 agost 2015].